# أراتزو
بلدية أراتزو (بالإسبانية: Arratzu)‏ هي بلدية تقع في مقاطعة بيسكاي، التي تقع في منطقة الباسك شمالي إسبانيا.

## وصلات خارجية
- ARRATZU (بالإسبانية)